# Roborock
Roborock ist ein chinesisches Unternehmen, das vor allem Staubsaugerroboter herstellt. Der Hauptsitz des Unternehmens befindet sich in Peking, mit weiteren Büros- und Forschungszentren in Shanghai, Shenzhen und Hong Kong. Bei der Unternehmensgründung spielte das für Telekommunikationsgeräte bekannte Unternehmen Xiaomi eine entscheidende Rolle.

## Geschichte
Das Unternehmen Beijing Roborock Technology Co. Ltd. wurde im Jahr 2014 in Peking, China gegründet. Zurzeit ist Roborock mit seiner Produktpalette von Haushaltsrobotern in 40 Ländern vertreten. Darunter sind 28 Länder in Europa, insbesondere Deutschland, Frankreich, Spanien und Großbritannien.

## Produkte
Als Staubsaugroboter gehören sie zur Kategorie der Serviceroboter. Roborock stellt vornehmlich Staubsaugerroboter und Wischroboter her. Die neueren Modelle, wie z. B. die Staubsaugerroboter der Roborock-„S“-Serie hat ein selbst entwickeltes Hinderniserkennungssystem. Dieses wird unter der Bezeichnung Reactive AI vermarktet. Diese Technologie basiert auf einer Dualkamera im Bereich des vorderen Stoßfängers, das Bilder mit 30 fps aufnimmt und mittels eines Qualcomm AP 8053 Prozessors Hindernisobjekte von der Größe 3 × 5 cm erkennen kann.
Dabei unterscheidet Reactive AI  fünf verschiedene Arten von Hindernissen und kann diese entsprechend bei der Reinigung umfahren und auch in der Roborock-App auf dem Smartphone des Benutzers benennen. Damit sind die Roborock-Staubsauger in der Lage, feuchten Schmutz, Kabel, Schuhe und Strümpfe sowie die üblichen Gegenstände in einem Haushalt zu erkennen. Dadurch, dass die Geräte eine schematische Karte der zu reinigenden Fläche anlegen, können sie dann entscheiden, welche Bereiche dauerhaft oder nur zeitweilig von der Reinigung ausgespart werden. Dabei verzichtet der Hersteller darauf, Daten oder Bilder in einer Cloud zu speichern.